# Nelson Cereceda
Nelson Alejandro Cereceda Cabello (Santa Cruz, Chile, 8 de agosto de 1991) es un futbolista chileno, que juega de mediocampista.

## Trayectoria
Surgido de la cantera de Colo-Colo. Llega a las divisiones inferiores a los 14 años, siendo recibido en la Casa Alba hasta el año 2009.
Debutó en el primer equipo el 13 de noviembre de 2009, jugando un partido amistoso con Santiago Wanderers. El resultado fue favorable a Colo-Colo, en donde Nelson tuvo una destacada participación jugando los 90 minutos.

## Clubes
| Club             | País  | Año       |
| ---------------- | ----- | --------- |
| Colo-Colo        | Chile | 2009-2010 |
| Deportes Copiapó | Chile | 2011      |
| Deportes Temuco  | Chile | 2012      |
| Santiago Morning | Chile | 2013      |
| Lota Schwager    | Chile | 2013-2014 |
| Magallanes       | Chile | 2014-2015 |
| Colchagua        | Chile | 2015-2016 |